# مناورات حارس الحرية

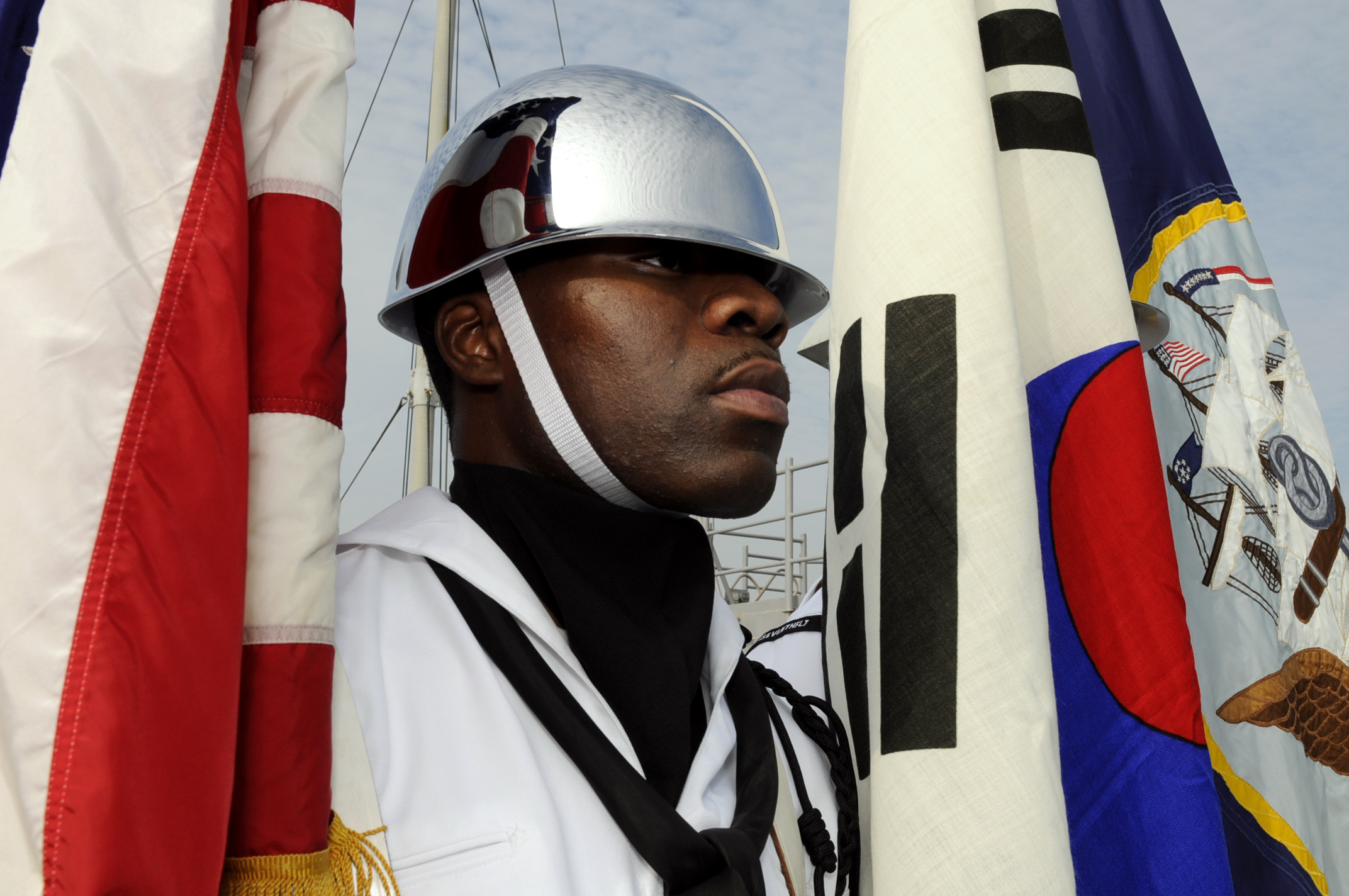

مناورات حارس الحرية أو (بالإنجليزية: Freedom Guardian Maneuvers)‏ هي مناورات عسكرية مشتركة تقام بين كل من الولايات المتحدة الأمريكية وكوريا الجنوبية.